# Вушкович, Марио
Ма́рио Ву́шкович (хорв. Mario Vušković; родился 16 ноября 2001, Сплит) — хорватский футболист, защитник. 30 марта 2023 года был дисквалифицирован на 2 года за допинг. Позже дисквалификация была продлена до ноября 2026 года. С сентября 2026 года, в преддверии окончания дисквалификации, вновь станет игроком «Гамбурга».

## Клубная карьера
Уроженец Сплита, Марио начал футбольную карьеру в футбольной академии одноимённого клуба. В 2016 году стал игроком академии «Хайдука», другого клуба из Сплита. В октябре 2018 года был включён в список «60 лучших талантов мирового футбола» 2001 года рождения, составленный британской газетой «Гардиан».
В основном составе «Хайдука» дебютировал 18 августа 2019 года в матче Первой хорватской футбольной лиги против «ХНК Горица», выйдя на замену Ардиану Исмайли на 82-й минуте.
31 августа 2021 года подписал двухлетний арендный контракт с немецким клубом «Гамбург», включавшим в себя опцию выкупа контракта у «Хайдука». В марте 2022 года «Гамбург» оформил его переход на постоянной основе.
12 ноября 2022 года провалил допинг-тест, после чего немецкий футбольный союз начал проверку в отношении футболиста. 30 марта 2023 года спортивный суд футбольного союза дисквалифицировал Вушковича за употребление эритропоэтина. «Гамбург» и Вушкович подали апелляцию из-за нарушений в ходе расследования. Антидопинговое агентство Германии также подало апелляцию с целью увеличения срока наказания до 4 лет. Дисквалификация действует задним числом с 15 ноября 2022 года до 14 ноября 2024 года. В августе 2024 года спортивный арбитражный суд продлил дисквалификацию до 15 ноября 2026 года.
В сентябре 2024 года Вушкович и «Гамбург» договорились о расторжении контракта, действующего до 30 июня 2025 года, по взаимному согласию. Одновременно с этим Марио подписал новый контракт с «Гамбургом», который начнёт действовать 15 сентября 2026 года, когда ему будет разрешено вернуться к тренировкам с командой за 2 месяца до окончания дисквалификации. С момента дисквалификации Вушкович поддерживает форму с персональным тренером.

## Карьера в сборной
Выступал за сборные Хорватии до 15, до 17, до 19, до 20 лет и до 21 года.

## Личная жизнь
Прадед Марко Вушкович провёл 3 матча за «Хайдук» на освобождённом острове Вис во время Второй мировой войны, а позже занимал руководящую позицию. Дед Марио Вушкович, в честь которого назвали игрока, играл в академии «Хайдука» в 1970-х и становился чемпионом среди юношей под руководством Томислава Ивича. Отец Марио, Даниэль, также был профессиональным футболистом, а позднее был тренером молодёжной команды «Хайдука». Брат Лука и двоюродный брат Морено — также профессиональные футболисты.